# Lise Stolarczyk
Lise Stolarczyk (født 1951) er en dansk fløjtenist og musikpædagog. Hun er uddannet hos kgl. kapelmusicus Verner Nicolet og Severino Gazzelloni i Rom.
Hendes lærerkarriere startede i Holstebro, hvor hun var ansat i perioden 1978-90. Herefter hun kom til musikskolen i Vejle, hvor hun pr. 2009 stadig underviser. Desuden var hun ansat som lærer på Det Jyske Musikkonservatorium fra 1993 til 2005.
Blandt hendes elever er Janne Thomsen.
Lise var gift med afdøde komponist og pianist Willy Stolarczyk.